# Luca Wolf
Luca Wolf (Bigby Wolf) è un personaggio immaginario della serie di fumetti Fables, creata e scritta da Bill Willingham e pubblicata dalla Vertigo, divisione editoriale della DC Comics.

## Biografia del personaggio
Sebbene fosse in precedenza un lupo di proporzioni gigantesche, Luca Wolf (Bigby Wolf, noto anche come il Grande Lupo Cattivo, Big Bad Wolf) dopo l'esodo dal mondo delle Favole ha ottenuto l'abilità di trasformarsi in essere umano a suo piacimento e di assumere anche diverse forme intermedie grazie ad un intervento di Biancaneve,
Luca ha usufruito dell'amnistia sui passati crimini commessi nelle Terre Natie (come tutti gli altri personaggi delle fiabe, d'altro canto) e, in cerca di redenzione, ha accettato la proposta di Biancaneve di diventare lo sceriffo della comunità di fiabe in esilio che, scacciate da casa loro per via della persecuzione degli eserciti invasori dell'Avversario, vivono sulla Terra mimetizzandosi agli esseri umani grazie all'utilizzo della magia. Scelto da Bianca per tale ruolo per via del suo (apparente) cinismo e per la sua "conoscenza delle cose del mondo", Luca è diventando così lo sceriffo di Favolandia (Fabletown), New York City, fumatore accanito di sigarette (di cui ha bisogno per non percepire tutti gli odori della città che lo farebbero impazzire), rivestito solitamente da un trench e con l'aria un po' trasandata per via della sua barba costantemente incolta di tre giorni (pur radendosi tre volte al giorno). È estremamente intelligente e pieno di risorse, oltre ad essere un eccellente detective.
Essendo figlio di una lupa e del Vento del Nord ha il controllo, oltre che sui lupi, anche sui venti inferiori, in aggiunta al potere "soffia e sbuffa" della leggendaria favola dei Tre Porcellini. Nonostante il suo cambiamento, può essere ancora feroce se crede che la situazione lo richieda.
Con il tempo si è innamorato di Biancaneve, che inizialmente sembra non ricambiare i suoi sentimenti (in realtà solo perché ancora ferita dal tradimento del Principe Azzurro) e con la quale avrà una cucciolata di 7 figli per poi convolare a nozze. Rinuncia al suo ruolo di sceriffo dopo l'elezione del Principe Azzurro a sindaco di Favolandia, e la posizione viene assegnata a Bestia.

## Curiosità
- Il nome del personaggio, Bigby Wolf, è un camuffamento del suo vero nome, Big Bad Wolf, ovvero "Grande Lupo Cattivo". Nella versione in lingua italiana del fumetto Fables il nome del protagonista è invece Luca, che sta per LUpo CAttivo.